# سفير السعودية لدى الولايات المتحدة
سفير المملكة العربية السعودية لدى الولايات المتحدة هو الممثل الرسمي للمملكة العربية السعودية لدى رئيس حكومة الولايات المتحدة الأمريكية، حيث يعمل السفير وباقي موظفي السفارة في السفارة السعودية المتواجدة في واشنطن العاصمة. يشغل منصب السفير حاليًا الأميرة ريما بنت بندر بن سلطان آل سعود وذلك منذ 23 فبراير 2019.

## قائمة السفراء
| تر | الصورة | الاسم                      | منذ            | بدأ            | انتهى          | الملك            |
| -- | ------ | -------------------------- | -------------- | -------------- | -------------- | ---------------- |
| 1  |        | أسعد الفقيه                | 1945           | 8 فبراير 1946  | 1954           | الملك عبد العزيز |
| 2  |        | عبد الله الخيال            | 1955           |                | 18 سبتمبر 1963 | الملك سعود       |
| 3  |        | إبراهيم بن عبد الله السويل | 18 سبتمبر 1964 |                | 1975           | الملك فيصل       |
| 4  |        | علي رضا                    | 1975           |                | 1979           | الملك خالد       |
| 5  |        | فيصل الحجيلان              | 1979           |                | 1983           | الملك خالد       |
| 6  |        | بندر بن سلطان              | 1983           |                | 20 يوليو 2005  | الملك فهد        |
| 7  |        | تركي الفيصل                | 20 يوليو 2002  | 2 ديسمبر 2005  | 29 يناير 2007  | الملك فهد        |
| 8  |        | عادل الجبير                | 29 يناير 2007  | 27 فبراير 2007 | 28 أكتوبر 2015 | الملك عبد الله   |
| 9  |        | عبد الله بن فيصل بن تركي   | 28 أكتوبر 2015 | 30 ديسمبر 2015 | 23 أبريل 2017  | الملك سلمان      |
| 10 |        | خالد بن سلمان              | 23 أبريل 2017  | 21 يوليو 2017  | 23 فبراير 2019 | الملك سلمان      |
| 11 |        | ريما بنت بندر بن سلطان     | 23 فبراير 2019 | حتى الآن       | شاغل المنصب    | الملك سلمان      |